# Lego Racers (móvil)
Lego Racers es un videojuego de carreras desarrollado por Kiloo y publicado por Hands-On Mobile lanzado el 1 de junio de 2008 exclusivamente para teléfonos móviles con J2ME.

## Jugabilidad
Lego Racers es un juego de carreras de karts 2D con perspectiva isométrica. Cuenta con cinco personajes jugables y quince pistas. 

## Pistas
Hay quince pistas en el juego y cinco entornos temáticos.

### Piratas
- Caja de arena
- Aguas poco profundas
- Isla del tesoro

### Espacio
- Paseo lunar
- Abismo láser
- Frontera final

### Construcción
- Rotonda
- Bloqueo de carretera
- Campos magnéticos

### Dino
- Cañón de novatos
- Pistas fundidas
- Leyenda de lava

### Ártico
- Paisaje de hielo
- Ladrillos congelados
- Frenesí congelador

## Potenciadores
Hay varios tipos de potenciadores en las carreras.
- Créditos de bonificación: Se agregan automáticamente al puntaje a medida que los acumula. Se utilizan para comprar actualizaciones, también aumentan su puntaje general.
- Impulso de nitro: Al igual que el nitro comprado con créditos de bonificación. Da al kart un pequeño impulso de velocidad y aceleración.
- Escudo: Protege el kart de daños mientras está activo.
- Salud: Repara por completo el kart.
- Arma banana: Deja caer el plátano detrás del kart, los otros karts se deslizarán si lo golpean.
- Arma de proyectiles: Dispara un misil hacia adelante a tus oponentes.
- Arma zap: Daña cualquier kart cercano.
- Arma especial: Cada kart diferente obtiene un arma especial que puede soltar.